# Андере, Жаклин
Мариа Эсперанса Жаклин Андере Агилар (исп. María Esperanza Jacqueline Andere Aguilar, род. 20 августа 1938, Мехико) — мексиканская актриса, наиболее известная по роли Есении в одноимённом фильме.

## Биография
Родилась 20 августа 1938 года в еврейской семье в Мехико. Карьеру актрисы начала в 1960-е на телевидении, снимаясь в сериалах. В 1967 году вышла замуж за Хосе Мария Фернандеса Унсайна, с которым прожила 30 лет, вплоть до его смерти в 1997 году. От этого брака у неё один ребёнок — актриса Шанталь Андере. В 1971 году исполнила свою самую знаменитую роль — цыганки Есении в одноимённом фильме. Также известной стала её роль Альбы в телесериале «Мачеха» (2005).

## Фильмография

### Телесериалы
- 1962 — Связанная одной цепью / Encadenada — Лаура
- 1962 — Ханина / Janina
- 1963 — Агония любви / Agonia de amor
- 1964 — Всегда ваша / Siempre tuya
- 1965 — Наш посёлок / Nuestro barrio
- 1966 — La dueña
- 1966 — Дикое сердце / Corazón salvaje — Айме Мольнар де Дучамп
- 1968 — Легенды Мексики / Leyendas de México
- 1970 — Перекрёсток / Encrucijada — Венди Кеплер
- 1973 — Письмо без адреса / Cartas sin destino — Росина
- 1974 — Злоумышленница / Ha llegado una intrusa — Алисия Берналь
- 1975 — Нарасхват / Barata de primavera — Летисия Рейес
- 1978 — Грешная любовь / Pecado de amor — Паула Отеро / Шанталь Люке
- 1980 — Сандра и Паулина / Sandra y Paulina — Паулина
- 1982 — Люби меня всегда / Quiéreme siempre — Ана Мариа
- 1983 — Проклятие / El maleficio — Беатрис де Мартино
- 1985 — Женщина, случаи из реальной жизни / Mujer, casos de la vida real
- 1988 — Новый рассвет / Un nuevo amanecer — Лаура
- 1989 — Белые ангелы / Ángeles blancos — Росио
- 1994 — Полёт орлицы / El vuelo del águila — Кармен Ромеро Рубио де Диас
- 1995 — Алондра / Alondra — Вероника Реаль де Диас
- 1997 — Моя дорогая Исабель / Mi querida Isabel — Донья Клара
- 1998 — Анхела / Ángela — Эмилия Сантильяна Рольдан
- 1999 — Серафин / Serafín — Альма де ла Лус
- 2000 — Моя судьба — это ты / Mi destino eres tú — Нурия Дель Энсино
- 2002 — Другая / La otra — Бернарда Сайнс вдова де Гильен
- 2005 — Мачеха / La madrastra — Альба Сан Роман
- 2005 — Перегрина / Peregrina — Виктория де Алькосер
- 2007 — Любовь без грима / Amor sin maquillaje — в эпизоде
- 2009 — Очарование / Sortilegio — Филипа
- 2010 — Я твоя хозяйка / Soy tu dueña — Леонор де Монтесинос
- 2013 — Свободны, чтобы любить / Libre para amarte — Амелия
- 2016 — Амазонки / Las amazonas — Бернарда
- 2018 — Любовь вне закона / Por amar sin ley — Вергиния

### Художественные фильмы
- 1959 — El vestido de novia — Нелли
- 1962 — Un día de diciembre
- 1962 — Ангел-истребитель / El Ángel exterminador — Алисия де Рок
- 1965 — Lola de mi vida
- 1965 — El juicio de Arcadio
- 1965 — Amor amor amor
- 1967 — Rocambole contra las mujeres arpías
- 1968 — Un largo viaje hacia la muerte
- 1968 — El zangano
- 1969 — El día de las madres
- 1969 — Trampas de amor — Модеста
- 1969 — Almohada para tres
- 1970 — Los problemas de mamá — Роса
- 1970 — Las bestias jóvenes
- 1970 — Tres noches de locura
- 1970 — Самый древний офис мира / El oficio mas antiguo del mundo — Грасиэла
- 1970 — Плохие девочки отца Мендеса / Las chicas malas del padre Mendez
- 1970 — Quinto patio
- 1970 — Fallaste corazón
- 1970 — La noche violenta
- 1971 — Nido de fieras
- 1971 — Vuelo 701 — Лидия
- 1971 — En esta cama nadie duerme
- 1971 — Есения / Yesenia — Есения
- 1971 — Las puertas del paraíso
- 1971 — Intimidades de una secretaria
- 1972 — Hoy he soñado con Dios — Берта
- 1972 — Los enamorados
- 1972 — La gatita
- 1973 — El juego de la guitarra
- 1973 — Separación matrimonial — Клара
- 1974 — Crónica de un amor — Маргарита
- 1974 — Con amor de muerte
- 1975 — Симон Бланко / Simon Blanco — Наталия
- 1975 — Cristo te ama
- 1978 — Los japoneses no esperan — Хулия
- 1978 — Дом пеликана / La casa del pelícano — Маргарита Рамирес
- 1978 — Picardia mexicana — La maestra
- 1982 — Упрямее мула / El cabezota — Maestra
- 1987 — Una adorable familia
- 1994 — La señorita
- 2000 — Кстати о Буньюэле / A propósito de Buñuel — Ella misma
- 2013 — 7 лет в браке / 7 Años de Matrimonio — Адриана

### Мультфильмы
- 2010 — Настоящие герои / Héroes verdaderos — Хосефа Ортис де Домингес (озвучивание)